# Красноволя (Дубовская сельская община)
Красноволя (укр. Красноволя) — село в Дубовской сельской общине Ковельского района Волынской области Украины.
Код КОАТУУ — 0722181403. Население по переписи 2001 года составляет 113 человек. Почтовый индекс — 45024. Телефонный код — 3352. Занимает площадь 0,001 км².